# Hayat Sindi
Hayat Bint Sulaiman bin Hassan Sindi (in arabo حياة سندي‎?; La Mecca, 6 novembre 1967) è un medico e ricercatrice araba.
È stata tra i primi membri femminili dell'Assemblea consultiva dell'Arabia Saudita ed è nota per il significativo contributo ai test al point-of-care e alle biotecnologie mediche. Classificata da Arabian Business come la 19ª araba più influente al mondo e la nona donna araba più influente. Nel 2018, è stata annoverata tra le cento BBC's 100 Women.

## Biografia

### Formazione
Hayat Sindi è nata alla Mecca, in Arabia Saudita. Nel 1991, ha convinto la sua famiglia a permetterle di viaggiare da sola nel Regno Unito per proseguire gli studi superiori. Dopo un anno trascorso a studiare inglese e studiare per i suoi Advanced Level, è stata ammessa al King's College di Londra, dove si è laureata in Farmacologia nel 1995. Mentre frequentava il King's College, ha ricevuto il premio Princess Anne per la sua tesi di laurea sulle allergie.
Sindi, che indossa il tradizionale velo musulmano, ha subito pressioni per abbandonare le sue credenze religiose e culturali mentre era all'università; ha perseverato, sostenendo che la religione, il colore o il genere di una persona non incidono sui contributi scientifici. Sindi ha continuato e ha conseguito un dottorato di ricerca in Biotecnologie al Newnham College di Cambridge nel 2001; è stata la prima donna saudita ad essere accettata all'Università di Cambridge nel campo della biotecnologia, e la prima donna di uno qualsiasi degli Stati arabi del Golfo Persico a conseguire un dottorato in questo campo.

### Carriera
Sindi è una visiting scholar presso la Harvard University; come tale, viaggia spesso tra Jeddah, Boston e Cambridge (Massachusetts). Il suo lavoro nei laboratori di Harvard le è valso un posto con altri quattro scienziati in un film documentario supportato dall'Ufficio esecutivo del Presidente degli Stati Uniti al fine di promuovere l'educazione scientifica tra i giovani. Insieme alle sue attività scientifiche, Sindi ha partecipato a numerosi eventi volti a sensibilizzare le donne al mondo della scienza, in particolare in Arabia Saudita e nel mondo musulmano in generale. È anche interessata al problema della fuga di cervelli, ed è stata invitata come relatrice al Jeddah Economic Forum del 2005.
Nel gennaio 2013, Sindi ha aperto ancora una nuova strada diventando parte del primo gruppo di donne a servire nel Consiglio consultivo dell'Arabia Saudita.

## Riconoscimenti
Nel 2010, Sindi è stata la vincitrice del premio Mekkah Al Mukaramah per l'innovazione scientifica, conferito dal Principe HR Khalid bin Faisal Al Saud. È stata anche nominata Emerging Explorer del 2011 dalla National Geographic Society.
Il 1º ottobre 2012, Sindi è stato nominata dal capo dell'UNESCO Irina Bokova come Goodwill Ambassador per il suo impegno nel promuovere l'educazione scientifica in Medio Oriente, soprattutto per le ragazze. Era anche nella lista di 150 donne di Newsweek che hanno sconvolto il mondo in quell'anno.
Nell'incontro annuale della Clinton Global Initiative, tenutosi il 21-24 settembre 2014, Sindi ha ricevuto il premio "Leadership in Civil Society".